# بنجامين بوريجو
بينجامين بوريجايد (بالفرنسية: Benjamin Bourigeaud)‏ (14 يناير 1994 بكاليه في فرنسا - ) هو لاعب كرة قدم فرنسي في مركز الوسط يلعب في نادي الدحيل القطري. شارك مع منتخب فرنسا تحت 20 سنة لكرة القدم. أما مع النوادي، فقد لعب مع نادي لانس ونادي رين.

## وصلات خارجية
- بنجامين بوريجو على موقع الاتحاد الأوربي (الإنجليزية)
- بنجامين بوريجو على موقع قاعدة بيانات كرة القدم.إي يو (الإنجليزية)
- بنجامين بوريجو على موقع ليكيب (الفرنسية)
- بنجامين بوريجو على موقع Soccerway.com (الإنجليزية)
- بنجامين بوريجو على موقع عالم كرة القدم.نت (الإنجليزية)
- بنجامين بوريجو على موقع AS.com (الإسبانية)